# Nuotama Bodomo
Nuotama Frances Bodomo (1988) es una cineasta, escritora y directora de cine ghanesa.

## Biografía y carrera
Bodomo nació en Ghana. Sus padres, del pueblo Dagaaba, eran educadores. También se crio en Noruega y Hong Kong, antes de trasladarse a Nueva York para estudiar cine en la Universidad de Columbia y en la Tisch Film School (MFA) de la Universidad de Nueva York (NYU).
Su primera película, Boneshaker (2013), protagonizada por la actriz estadounidense Quvenzhané Wallis, nominada al premio Óscar, se estrenó en el Festival de Cine de Sundance de 2013 antes de presentarse en South by Southwest (SXSW), el Festival de Cine Panafricano y el Festival de Cine Africano del Lincoln Center.
Su película Afronauts (2014) se estrenó en Estados Unidos en el Festival de Cine de Sundance de 2014. El estreno internacional fue en el Festival Internacional de Cine de Berlín de 2014, y fue incluida en la exposición "Dreamlands: Immersive Cinema and Art, 1905-2016" en el Museo Whitney de Arte Estadounidense.
Fue nombrada una de las «25 nuevas caras del cine independiente» por la revista Filmmaker en 2014. 
Dirigió el corto "Everybody Dies!" para la función general del colectivo Unconscious (2016), que se estrenó en Festival de Cine SXSW de 2016. Ganó el premio al Mejor Cortometraje Experimental en el Festival de Cine BlackStar 2016. Dentro de la publicación Film Quarterly, Vol. 71, número 2, en un dossier sobre cine negro titulado "Death Grips" realizado por Michael Boyce Gillespie, Bodomo explicaba su corto.
En 2018, Bodomo escribió y dirigió Random Acts of Flyness, una serie de HBO creada por Terence Nance.
Bodomo desarrolló posteriormente la versión de largometraje de Afronauts, que contó con el apoyo del Sundance Institute, Tribeca Film Institute, el programa Emerging Storytellers del IFP y la Fundación Alfred P Sloan. 
En 2019 fue becaria de United States Artists in Film.
Bodomo tiene su residencia en la ciudad de Nueva York.

## Filmografía
- Boneshaker (2013)
- Afronauts (2014)
- Colectivo: Unconscious (segmento "Todo el mundo Muere!") (2016)
- Random Acts of Flyness: Season 1 (2018)